# Libisch voetbalelftal (mannen)
Het Libisch voetbalelftal is een team van voetballers dat Libië vertegenwoordigt bij internationale wedstrijden zoals de (kwalificatie)wedstrijden voor het WK en de Afrika Cup.
De Libische voetbalbond werd in 1962 opgericht en is aangesloten de CAF en de FIFA (sinds 1964). Het Libisch voetbalelftal behaalde in september 2012 met de 36e plaats de hoogste positie op de FIFA-wereldranglijst, in juli 1997 werd met de 187e plaats de laagste positie bereikt.

## Deelnames aan internationale toernooien

### Wereldkampioenschap
| Wereldkampioenschap voetbal overzicht | Wereldkampioenschap voetbal overzicht        | Wereldkampioenschap voetbal overzicht        | Wereldkampioenschap voetbal overzicht        | Wereldkampioenschap voetbal overzicht        | Wereldkampioenschap voetbal overzicht        | Wereldkampioenschap voetbal overzicht        | Wereldkampioenschap voetbal overzicht        | Wereldkampioenschap voetbal overzicht |
| Jaar                                  | Ronde                                        | Wed.                                         | W                                            | G                                            | V                                            | DV                                           | DT                                           |                                       |
| ------------------------------------- | -------------------------------------------- | -------------------------------------------- | -------------------------------------------- | -------------------------------------------- | -------------------------------------------- | -------------------------------------------- | -------------------------------------------- | ------------------------------------- |
| 1966                                  | Niet gekwalificeerd                          | Niet gekwalificeerd                          | Niet gekwalificeerd                          | Niet gekwalificeerd                          | Niet gekwalificeerd                          | Niet gekwalificeerd                          | Niet gekwalificeerd                          |                                       |
| 1970                                  | Niet gekwalificeerd                          | Niet gekwalificeerd                          | Niet gekwalificeerd                          | Niet gekwalificeerd                          | Niet gekwalificeerd                          | Niet gekwalificeerd                          | Niet gekwalificeerd                          |                                       |
| 1974                                  | Geen deelname                                | Geen deelname                                | Geen deelname                                | Geen deelname                                | Geen deelname                                | Geen deelname                                | Geen deelname                                |                                       |
| 1978                                  | Niet gekwalificeerd                          | Niet gekwalificeerd                          | Niet gekwalificeerd                          | Niet gekwalificeerd                          | Niet gekwalificeerd                          | Niet gekwalificeerd                          | Niet gekwalificeerd                          |                                       |
| 1982                                  | Teruggetrokken                               | Teruggetrokken                               | Teruggetrokken                               | Teruggetrokken                               | Teruggetrokken                               | Teruggetrokken                               | Teruggetrokken                               |                                       |
| 1986                                  | Niet gekwalificeerd                          | Niet gekwalificeerd                          | Niet gekwalificeerd                          | Niet gekwalificeerd                          | Niet gekwalificeerd                          | Niet gekwalificeerd                          | Niet gekwalificeerd                          |                                       |
| 1990                                  | Teruggetrokken                               | Teruggetrokken                               | Teruggetrokken                               | Teruggetrokken                               | Teruggetrokken                               | Teruggetrokken                               | Teruggetrokken                               |                                       |
| 1994                                  | Teruggetrokken uit protest tegen VN sancties | Teruggetrokken uit protest tegen VN sancties | Teruggetrokken uit protest tegen VN sancties | Teruggetrokken uit protest tegen VN sancties | Teruggetrokken uit protest tegen VN sancties | Teruggetrokken uit protest tegen VN sancties | Teruggetrokken uit protest tegen VN sancties |                                       |
| 1998                                  | Geen deelname                                | Geen deelname                                | Geen deelname                                | Geen deelname                                | Geen deelname                                | Geen deelname                                | Geen deelname                                |                                       |
| 2002                                  | Niet gekwalificeerd                          | Niet gekwalificeerd                          | Niet gekwalificeerd                          | Niet gekwalificeerd                          | Niet gekwalificeerd                          | Niet gekwalificeerd                          | Niet gekwalificeerd                          |                                       |
| 2006                                  | Niet gekwalificeerd                          | Niet gekwalificeerd                          | Niet gekwalificeerd                          | Niet gekwalificeerd                          | Niet gekwalificeerd                          | Niet gekwalificeerd                          | Niet gekwalificeerd                          |                                       |
| 2010                                  | Niet gekwalificeerd                          | Niet gekwalificeerd                          | Niet gekwalificeerd                          | Niet gekwalificeerd                          | Niet gekwalificeerd                          | Niet gekwalificeerd                          | Niet gekwalificeerd                          |                                       |
| 2014                                  | Niet gekwalificeerd                          | Niet gekwalificeerd                          | Niet gekwalificeerd                          | Niet gekwalificeerd                          | Niet gekwalificeerd                          | Niet gekwalificeerd                          | Niet gekwalificeerd                          |                                       |
| 2018                                  | Niet gekwalificeerd                          | Niet gekwalificeerd                          | Niet gekwalificeerd                          | Niet gekwalificeerd                          | Niet gekwalificeerd                          | Niet gekwalificeerd                          | Niet gekwalificeerd                          |                                       |
| 2022                                  | Niet gekwalificeerd                          | Niet gekwalificeerd                          | Niet gekwalificeerd                          | Niet gekwalificeerd                          | Niet gekwalificeerd                          | Niet gekwalificeerd                          | Niet gekwalificeerd                          | Niet gekwalificeerd                   |
| 2026                                  | kwalificatie                                 | kwalificatie                                 | kwalificatie                                 | kwalificatie                                 | kwalificatie                                 | kwalificatie                                 | kwalificatie                                 | kwalificatie                          |

### Afrika Cup
| Afrika Cup overzicht | Afrika Cup overzicht | Afrika Cup overzicht | Afrika Cup overzicht | Afrika Cup overzicht | Afrika Cup overzicht | Afrika Cup overzicht | Afrika Cup overzicht | Afrika Cup overzicht |
| Jaar                 | Ronde                | Wed.                 | W                    | G                    | V                    | DV                   | DT                   | Kwal                 |
| -------------------- | -------------------- | -------------------- | -------------------- | -------------------- | -------------------- | -------------------- | -------------------- | -------------------- |
| 1968                 | Niet gekwalificeerd  | Niet gekwalificeerd  | Niet gekwalificeerd  | Niet gekwalificeerd  | Niet gekwalificeerd  | Niet gekwalificeerd  | Niet gekwalificeerd  | Niet gekwalificeerd  |
| 1970                 | Geen deelname        | Geen deelname        | Geen deelname        | Geen deelname        | Geen deelname        | Geen deelname        | Geen deelname        | Geen deelname        |
| 1972                 | Niet gekwalificeerd  | Niet gekwalificeerd  | Niet gekwalificeerd  | Niet gekwalificeerd  | Niet gekwalificeerd  | Niet gekwalificeerd  | Niet gekwalificeerd  | Niet gekwalificeerd  |
| 1974                 | Teruggetrokken       | Teruggetrokken       | Teruggetrokken       | Teruggetrokken       | Teruggetrokken       | Teruggetrokken       | Teruggetrokken       | Teruggetrokken       |
| 1976–1980            | Geen deelname        | Geen deelname        | Geen deelname        | Geen deelname        | Geen deelname        | Geen deelname        | Geen deelname        | Geen deelname        |
| 1982                 | Tweede               | 5                    | 2                    | 3                    | 0                    | 7                    | 4                    |                      |
| 1984                 | Niet gekwalificeerd  | Niet gekwalificeerd  | Niet gekwalificeerd  | Niet gekwalificeerd  | Niet gekwalificeerd  | Niet gekwalificeerd  | Niet gekwalificeerd  | Niet gekwalificeerd  |
| 1986                 | Niet gekwalificeerd  | Niet gekwalificeerd  | Niet gekwalificeerd  | Niet gekwalificeerd  | Niet gekwalificeerd  | Niet gekwalificeerd  | Niet gekwalificeerd  | Niet gekwalificeerd  |
| 1988                 | Teruggetrokken       | Teruggetrokken       | Teruggetrokken       | Teruggetrokken       | Teruggetrokken       | Teruggetrokken       | Teruggetrokken       | Teruggetrokken       |
| 1990                 | Teruggetrokken       | Teruggetrokken       | Teruggetrokken       | Teruggetrokken       | Teruggetrokken       | Teruggetrokken       | Teruggetrokken       | Teruggetrokken       |
| 1992                 | Geen deelname        | Geen deelname        | Geen deelname        | Geen deelname        | Geen deelname        | Geen deelname        | Geen deelname        | Geen deelname        |
| 1994                 | Teruggetrokken       | Teruggetrokken       | Teruggetrokken       | Teruggetrokken       | Teruggetrokken       | Teruggetrokken       | Teruggetrokken       | Teruggetrokken       |
| 1996–1998            | Geen deelname        | Geen deelname        | Geen deelname        | Geen deelname        | Geen deelname        | Geen deelname        | Geen deelname        | Geen deelname        |
| 2000                 | Niet gekwalificeerd  | Niet gekwalificeerd  | Niet gekwalificeerd  | Niet gekwalificeerd  | Niet gekwalificeerd  | Niet gekwalificeerd  | Niet gekwalificeerd  | Niet gekwalificeerd  |
| 2002                 | Niet gekwalificeerd  | Niet gekwalificeerd  | Niet gekwalificeerd  | Niet gekwalificeerd  | Niet gekwalificeerd  | Niet gekwalificeerd  | Niet gekwalificeerd  | Niet gekwalificeerd  |
| 2004                 | Niet gekwalificeerd  | Niet gekwalificeerd  | Niet gekwalificeerd  | Niet gekwalificeerd  | Niet gekwalificeerd  | Niet gekwalificeerd  | Niet gekwalificeerd  | Niet gekwalificeerd  |
| 2006                 | Groepsfase           | 3                    | 0                    | 1                    | 2                    | 1                    | 5                    | (Kwal.)              |
| 2008–2010            | Geen deelname        | Geen deelname        | Geen deelname        | Geen deelname        | Geen deelname        | Geen deelname        | Geen deelname        | Geen deelname        |
| 2012                 | Groepsfase           | 3                    | 1                    | 1                    | 1                    | 4                    | 4                    | (Kwal.)              |
| 2013                 | Niet gekwalificeerd  | Niet gekwalificeerd  | Niet gekwalificeerd  | Niet gekwalificeerd  | Niet gekwalificeerd  | Niet gekwalificeerd  | Niet gekwalificeerd  | Niet gekwalificeerd  |
| 2015                 | Niet gekwalificeerd  | Niet gekwalificeerd  | Niet gekwalificeerd  | Niet gekwalificeerd  | Niet gekwalificeerd  | Niet gekwalificeerd  | Niet gekwalificeerd  | Niet gekwalificeerd  |
| 2017                 | Niet gekwalificeerd  | Niet gekwalificeerd  | Niet gekwalificeerd  | Niet gekwalificeerd  | Niet gekwalificeerd  | Niet gekwalificeerd  | Niet gekwalificeerd  | Niet gekwalificeerd  |
| 2019                 | Niet gekwalificeerd  | Niet gekwalificeerd  | Niet gekwalificeerd  | Niet gekwalificeerd  | Niet gekwalificeerd  | Niet gekwalificeerd  | Niet gekwalificeerd  | Niet gekwalificeerd  |
| 2021                 | Niet gekwalificeerd  | Niet gekwalificeerd  | Niet gekwalificeerd  | Niet gekwalificeerd  | Niet gekwalificeerd  | Niet gekwalificeerd  | Niet gekwalificeerd  | Niet gekwalificeerd  |
| 2023                 | Niet gekwalificeerd  | Niet gekwalificeerd  | Niet gekwalificeerd  | Niet gekwalificeerd  | Niet gekwalificeerd  | Niet gekwalificeerd  | Niet gekwalificeerd  | Niet gekwalificeerd  |
| 2025                 | Niet gekwalificeerd  | Niet gekwalificeerd  | Niet gekwalificeerd  | Niet gekwalificeerd  | Niet gekwalificeerd  | Niet gekwalificeerd  | Niet gekwalificeerd  | Niet gekwalificeerd  |

### African Championship of Nations
| African Championship of Nations overzicht | African Championship of Nations overzicht | African Championship of Nations overzicht | African Championship of Nations overzicht | African Championship of Nations overzicht | African Championship of Nations overzicht | African Championship of Nations overzicht | African Championship of Nations overzicht | African Championship of Nations overzicht |
| Jaar                                      | Ronde                                     | Wed.                                      | W                                         | G                                         | V                                         | DV                                        | DT                                        | Kwal                                      |
| ----------------------------------------- | ----------------------------------------- | ----------------------------------------- | ----------------------------------------- | ----------------------------------------- | ----------------------------------------- | ----------------------------------------- | ----------------------------------------- | ----------------------------------------- |
| 2009                                      | Groepsfase                                | 3                                         | 0                                         | 2                                         | 1                                         | 1                                         | 3                                         | (Kwal.)                                   |
| 2011                                      | Niet gekwalificeerd                       | Niet gekwalificeerd                       | Niet gekwalificeerd                       | Niet gekwalificeerd                       | Niet gekwalificeerd                       | Niet gekwalificeerd                       | Niet gekwalificeerd                       | Niet gekwalificeerd                       |
| 2014                                      | Kampioen                                  | 6                                         | 1                                         | 5                                         | 0                                         | 6                                         | 4                                         | (Kwal.)                                   |
| 2016                                      | Niet gekwalificeerd                       | Niet gekwalificeerd                       | Niet gekwalificeerd                       | Niet gekwalificeerd                       | Niet gekwalificeerd                       | Niet gekwalificeerd                       | Niet gekwalificeerd                       | Niet gekwalificeerd                       |
| 2018                                      | Vierde                                    | 6                                         | 2                                         | 2                                         | 2                                         | 7                                         | 6                                         | (Kwal.)                                   |
| 2020                                      | Groepsfase                                | 3                                         | 0                                         | 2                                         | 1                                         | 1                                         | 2                                         | (Kwal.)                                   |
| 2022                                      | Groepsfase                                | 3                                         | 1                                         | 0                                         | 2                                         | 5                                         | 5                                         | (Kwal.)                                   |

### CECAFA Cup
| CECAFA Cup overzicht | CECAFA Cup overzicht | CECAFA Cup overzicht | CECAFA Cup overzicht | CECAFA Cup overzicht | CECAFA Cup overzicht | CECAFA Cup overzicht | CECAFA Cup overzicht | CECAFA Cup overzicht |
| Jaar                 | Ronde                | Wed.                 | W                    | G                    | V                    | DV                   | DT                   |                      |
| -------------------- | -------------------- | -------------------- | -------------------- | -------------------- | -------------------- | -------------------- | -------------------- | -------------------- |
| 2017                 | Groepsfase           | 4                    | 1                    | 3                    | 0                    | 1                    | 0                    |                      |

### Arab Cup
| Arab Nations Cup overzicht | Arab Nations Cup overzicht | Arab Nations Cup overzicht | Arab Nations Cup overzicht | Arab Nations Cup overzicht | Arab Nations Cup overzicht | Arab Nations Cup overzicht | Arab Nations Cup overzicht | Arab Nations Cup overzicht |
| Jaar                       | Ronde                      | Wed.                       | W                          | G                          | V                          | DV                         | DT                         | Kwal                       |
| -------------------------- | -------------------------- | -------------------------- | -------------------------- | -------------------------- | -------------------------- | -------------------------- | -------------------------- | -------------------------- |
| 1964                       | Tweede                     | 4                          | 2                          | 2                          | 0                          | 9                          | 5                          |                            |
| 1966                       | Derde                      | 5                          | 2                          | 2                          | 1                          | 20                         | 4                          |                            |
| 1985–1992                  | Geen deelname              | Geen deelname              | Geen deelname              | Geen deelname              | Geen deelname              | Geen deelname              | Geen deelname              | Geen deelname              |
| 1998                       | Groepsfase                 | 2                          | 0                          | 0                          | 2                          | 2                          | 4                          | (Kwal.)                    |
| 2002                       | Geen deelname              | Geen deelname              | Geen deelname              | Geen deelname              | Geen deelname              | Geen deelname              | Geen deelname              | Geen deelname              |
| 2012                       | Tweede                     | 5                          | 3                          | 2                          | 0                          | 8                          | 3                          |                            |
| FIFA Arab Cup overzicht    |                            |                            |                            |                            |                            |                            |                            |                            |
| 2021                       | Kwalificatieronde          | 1                          | 0                          | 0                          | 1                          | 0                          | 1                          |                            |

### Palestina Cup
| Palestina Cup (1972–1977) | Palestina Cup (1972–1977) | Palestina Cup (1972–1977) | Palestina Cup (1972–1977) | Palestina Cup (1972–1977) | Palestina Cup (1972–1977) | Palestina Cup (1972–1977) | Palestina Cup (1972–1977) | Palestina Cup (1972–1977) |
| Jaar                      | Ronde                     | Wed.                      | W                         | G                         | V                         | DV                        | DT                        |                           |
| ------------------------- | ------------------------- | ------------------------- | ------------------------- | ------------------------- | ------------------------- | ------------------------- | ------------------------- | ------------------------- |
| 1972                      | Groepsfase                | 3                         | 0                         | 1                         | 2                         | 3                         | 7                         |                           |
| 1973                      | Groepsfase                | 4                         | 1                         | 2                         | 1                         | ?                         | ?                         |                           |
| 1975                      | Groepsfase                | 2                         | 1                         | 0                         | 1                         | 3                         | 3                         |                           |

## FIFA-wereldranglijst[1]
| 1993 | 1994 | 1995 | 1996 | 1997 | 1998 | 1999 | 2000 | 2001 | 2002 | 2003 | 2004 | 2005 | 2006 | 2007 | 2008 | 2009 | 2010 | 2011 | 2012 | 2013 | 2014 | 2015 | 2016 | 2017 | 2018 |
| ---- | ---- | ---- | ---- | ---- | ---- | ---- | ---- | ---- | ---- | ---- | ---- | ---- | ---- | ---- | ---- | ---- | ---- | ---- | ---- | ---- | ---- | ---- | ---- | ---- | ---- |
| 152  | 167  | 175  | 184  | 147  | 147  | 131  | 116  | 116  | 104  | 83   | 61   | 80   | 99   | 95   | 82   | 115  | 72   | 63   | 54   | 59   | 78   | 81   | 85   | 88   | 104  |

LFF · A-internationals · Bondscoaches · Libisch vrouwenelftal · Olympisch elftal
1960 – 1969 · 
1970 – 1979 · 
1980 – 1989 · 
1990 – 1999 · 
2000 – 2009 · 
2010 – 2019 ·
2020 − 2029
1964 · 
1965 · 
1966 · 
1967 · 
1968 · 
1969 · 
1970 · 
1971 · 
1972 · 
1973 · 
1974 · 
1975 · 
1976 · 
1977 · 
1978 · 
1979 · 
1980 · 
1981 · 
1982 · 
1983 · 
1984 · 
1985 · 
1986 · 
1987 · 
1988 · 
1989 · 
1990 · 
1991 · 
1992 · 
1993 · 
1994 · 
1995 · 
1996 · 
1997 · 
1998 · 
1999 · 
2000 · 
2001 · 
2002 · 
2003 · 
2004 · 
2005 · 
2006 · 
2007 · 
2008 · 
2009 · 
2010 · 
2011 · 
2012 · 
2013 ·
2014 ·
2015 ·
2016 ·
2017 ·
2018 ·
2019 ·
2020 ·
2021 ·
2022 ·
2023
Algerije ·
Angola ·
Argentinië ·
Bahrein ·
Benin ·
Botswana ·
Burkina Faso ·
Canada ·
Centraal-Afrikaanse Republiek ·
Comoren ·
Congo-Brazzaville ·
Congo-Kinshasa ·
Egypte ·
Equatoriaal-Guinea ·
Ethiopië ·
Gabon ·
Gambia ·
Ghana ·
Griekenland ·
Guinee ·
Indonesië ·
Irak ·
Iran ·
Ivoorkust ·
Jemen ·
Jordanië ·
Kaapverdië ·
Kameroen ·
Kazachstan ·
Kenia ·
Koeweit ·
Lesotho ·
Libanon ·
Liberia ·
Malawi ·
Maleisië ·
Mali ·
Malta ·
Marokko ·
Mauritanië ·
Mauritius ·
Mozambique ·
Myanmar ·
Namibië ·
Niger ·
Nigeria ·
Oeganda ·
Oekraïne ·
Oman ·
Palestina ·
Polen ·
Qatar ·
Rwanda ·
Sao Tomé en Principe ·
Saoedi-Arabië ·
Senegal ·
Seychellen ·
Soedan ·
Swaziland ·
Syrië ·
Tanzania ·
Thailand ·
Togo ·
Tsjaad ·
Tunesië ·
Turkije ·
Uruguay ·
Verenigde Arabische Emiraten ·
Wit-Rusland ·
Zambia ·
Zimbabwe ·
Zuid-Afrika ·
Zuid-Korea